# Nagrota
Nagrota (Dogri: नग्रोटा, Urdu: نگروٹہ) is een plaats in het district Jammu van het Indiase unieterritorium Jammu en Kasjmir.
Nagrota ligt aan de National Highway 1A (NH1A) tussen de stad Jammu en Udhampur. Verder is er een station gepland met de code NGRT voor de geplande spoorweg Jammu-Srinagar.
Er is een kantonnement van het legerkorps 16 Corps gestationeerd in Nagrota, het grootste korps van het Indiase leger, en een checkpoint van de Militaire Politie.